# کورت بریستروم
کورت بریستروم (انگلیسی: Kurt Bergström; ۲۳ ژوئیهٔ ۱۸۹۱ – ۲۰ نوامبر ۱۹۵۵) قایقران قایق بادبانی اهل سوئد بود.